# Fuerte Amador

Vista del fuerte Amador.

Vista aérea del fuerte Amador.

El fuerte Amador y el fuerte Grant fueron dos antiguas bases militares estadounidenses construidas para proteger la entrada sur del canal de Panamá. Amador estaba ubicado bajo el puente de las Américas, mientras que Grant consistía en unas tres islas cercanas a la costa, unidas al primero mediante la calzada de igual nombre. El antiguo fuerte Sherman era la contraparte en la entrada norte del canal, situada hacia el lado atlántico. Estos fuertes fueron devueltos a Panamá en 1999 y el área es actualmente un popular sitio turístico.
Estas islas, así como otras cercanas, fueron siempre consideradas como excelentes sitios para refugiarse, siendo visitadas incluso por piratas ingleses. En particular, Francis Drake y Henry Morgan usaron las islas de Taboga y Perico como refugios después de asaltar galeones españoles.[cita requerida] Fue aquí donde el, en aquel entonces, Capitán Ulysses S. Grant culminó su marcha a través de Panamá en 1852.
Durante la construcción del canal de Panamá, particularmente del Corte Culebra, se acumuló gran cantidad de material de desecho, que se usó posteriormente para construir parte de la calzada que une las islas del Fuerte Grant con Amador. Estos trabajos culminaron entre 1911 y 1912, fecha cercana  al nombramiento oficial de ambas bases militares. Fuerte Amador se nombró en honor al primer presidente de Panamá, Manuel Amador Guerrero, mientras que el Fuerte Grant se nombró en conmemoración de la llegada de Grant a este lugar.